# Сен-Жером
Сен-Жером (фр. Saint-Jérôme)  — місто у провінції Квебек (Канада), столиця адміністративного регіону Лорантиди.

## Освіта
У місті діє філіал Квебекського університету у Утауе.